# 木尔宗乡
木尔宗乡（藏語：འབྲོང་རྫོང་，威利转写：'brong rdzong），是中华人民共和国四川省阿坝藏族羌族自治州马尔康市下辖的一个乡镇级行政单位。

## 行政区划
木尔宗乡下辖以下地区：
板登龙村、木尔多村、斯米村、斯鸟村和腾古村。